# Nidogène
La nidogène (aussi appelé entactine), est une glycoprotéine retrouvée dans les lames basales (plus particulièrement au niveau de la lamina densa), qui possède une forte affinité pour la laminine et se fixe également au collagène de type IV, servant d'intermédiaire de liaison entre ceux-ci. Le nidogène (ou entactine) peut aussi se lier au perlécan, protéoglycane spécifique des lames basales.
Elle joue un rôle crucial dans l'organogenèse de l'embryon, en particulier pour le développement du système cardiaque et pulmonaire.